# Брайън Мей
Сър Брайън Харолд Мей (на английски: Brian Harold May) е британски музикант, композитор и астрофизик.

## Биография
Роден е на 19 юли 1947 година в квартал Хамптън Хил в Туикънъм, Лондон.
Член е на рок групата „Куийн“ като неин китарист. Композира много от хитовете на групата като например We Will Rock You, Hammer to Fall, The Prophet Song, Who Wants to Live Forever и I Want it All. След смъртта на Фреди Меркюри Мей продължава своята музикална кариера, като не забравя и „Куийн“ (изнася концерти заедно с Пол Роджърс и Роджър Тейлър под името Queen + Paul Rodgers).
Има диплома по физика от Лондонския университет. През 2000 г. завършва своята докторска дисертация по астрофизика на тема Radial Velocities in the Zodiacal Dust Cloud, започната през 1971 г.

## Дискография
Брайън Мей е издал следните албуми към юни 2021 г.
- The Road Warrior: Mad Max 2 (1982)
- Freddy's Dead: The Final Nightmare (1991)
- Dr. Giggles (1992)
- Wild Duck/Frog Dreaming (1993)
- Back to the Light (1993)
- Live at the Brixton Acadepy (1994)
- Resurrection (1994)
- Another World (1998)
- Furia (2000)
- Brian May Live at Brixton (2004)
- Acoustic by Candlelight: Live in the UK (2013)
- The Candlelight Concerts: Live at Montreux 2013 (2014)
- Golden Days (2017)